# Noretta Koertge
Noretta Koertge (* 7. Oktober 1935 in Olney, Illinois) ist eine US-amerikanische Wissenschaftstheoretikerin, die von 1970 bis 2000 an der Indiana University lehrte. Neben ihren wissenschaftlichen Publikationen veröffentlichte sie auch zwei Romane.

## Leben
Noretta Koertge war das älteste Kind des Farmers Forrest Jackson Koertge (1909–1971) und der Lehrerin Carmen Paddick Koertge (1909–1988). Ihre Eltern heirateten 1931 und hatten zwei Töchter und zwei Söhne. Wie ihre Geschwister besuchte Noretta Koertge die Bridgeport Township High School im Lawrence County. Dort gehörte sie zur Redaktion der Schulzeitung und gewann 1950 einen County-weiten Schreibwettbewerb mit einem Essay über amerikanischen Nationalismus (Americanism).
Koertge studierte zunächst Chemie an der University of Illinois at Urbana-Champaign, wo sie 1955 den Bachelor of Science und im Folgejahr den Master of Science erlangte. Danach setzte sie ihre Studien mit Hilfe von Graduiertenstipendien fort, zunächst 1961 am National Science Foundation Summer Institute der University of Iowa und 1962 an der University of Michigan. Außerdem lehrte sie von 1960 bis 1963 Chemie am Elmhurst College in Illinois und leitete ein Jahr lang die Abteilung Chemie am American College for Girls in Istanbul. 1967 war sie Gastdozentin am Sir John Cass College und 1968 am Borough Polytechnic Institute in London. Von der Chemie wandte sich Koertge der Wissenschaftstheorie zu, die sie bei Heinz Post (* 1918) am Chelsea College of Science and Technology der Universität London studierte. Während des Graduiertenstudiums besuchte sie auch das wöchentliche Seminar von Karl Popper an der London School of Economics. 1969 wurde sie zum Ph.D. promoviert mit einer Dissertation über das auch von Post vertretene allgemeine Korrespondenzprinzip (Beziehung zwischen einer neuen wissenschaftlichen Theorie und ihrem Vorgänger).
Koertge lehrte 1969 als Assistant Professor für Wissenschaftstheorie am Ontario Institute for Studies in Education der University of Toronto. 1970 wechselte sie auf die gleiche Position an das Department of History and Philosophy of Science der Indiana University in Bloomington. Dort wurde sie 1973 zum Associate Professor und 1981 zum Professor berufen. Sie hielt zudem Gastvorlesungen in Harvard (1973). 1983/1984 erhielt sie ein John Dewey Senior Research Fellowship zur Unterstützung ihrer Forschungen. 1999 wurde sie zum Fellow der American Association for the Advancement of Science gewählt. Im Jahr 2000 wurde sie emeritiert.
Koertge war von 1999 bis 2004 Chefredakteurin der Fachzeitschrift Philosophy of Science und von 2004 bis 2008 Herausgeberin des biografischen Nachschlagewerks The New Dictionary of Scientific Biography.

## Forschung und Veröffentlichungen
Zu den Forschungsschwerpunkten von Koertge gehören wissenschaftliche Methodologie, Entwicklung der Wissenschaft, Ethik und Werte in der Wissenschaft und feministische Sichtweisen auf die Wissenschaft. Weiterhin beschäftigt sie sich unter anderem mit Philosophie und Geschichte der Chemie, Philosophie der Sozialwissenschaften und Geschichte der Sexualität.
Koertges Ansichten zu Wissenschaft und Gesellschaft wurden durch die Philosophie von Karl Popper beeinflusst. Auch assoziiert sie mit Popper die von ihr bevorzugte offene und kritische wissenschaftliche Debatte. In einigen ihrer Publikationen setzt sie sich mit verschiedenen Aspekten seiner Philosophie, wie z. B. dem Rationalitätsprinzip, auseinander.
Koertge betätigte sich auch als Romanautorin. Sie veröffentlichte zwei belletristische Werke beim New Yorker Verlag St. Martin's Press, die sich auf satirische Weise kritisch mit der lesbisch-feministischen Bewegung beschäftigen. Zunächst erschien 1981 der Coming-of-Age-Roman Who was that masked woman?, dessen lesbische Protagonistin Tretona Getroek in einer Kleinstadt in Illinois aufwächst und sich mit Fragen des Lebens, der Sexualität und Religion auseinandersetzt. Die drei Jahre später erschienene Fortsetzung Valley of the Amazons schildert Getroeks Erfahrungen mit der Lesben-Community in Booneville.
Monographien
- A Study of Relations between Scientific Theories: A Test of the General Correspondence Principle. Dissertation. Chelsea College of Science and Technology. Centre for Science Education, 1969.
- mit Daphne Patai: Professing Feminism: Cautionary Tales From Inside The Strange World Of Women's Studies. Basic Books, New York 1994, ISBN 0-465-09821-5.

Herausgeberschaften
- Nature and Causes of Homosexuality: A Philosophic and Scientific Inquiry. Haworth Press, New York 1981, ISBN 0-86656-148-X.
- A House Built on Sand: Exposing Postmodernist Myths About Science. Oxford University Press, New York 1998, ISBN 0-19-511725-5.
- mit Cassandra L. Pinnick und Robert F. Almeder: Scrutinizing Feminist Epistemology: an Examination of Gender in Science. Rutgers University Press, New Brunswick 2003, ISBN 0-8135-3226-4.
- Scientific Values and Civic Virtues. Oxford University Press, New York 2005, ISBN 0-19-517225-6.
- New Dictionary of Scientific Biography. 8 Bände, Charles Scribner’s Sons, Detroit 2008, ISBN 0-684-31320-0.

Artikel und Aufsätze (Auswahl)
- Popper’s Metaphysical Research Program for the Human Sciences. In: Inquiry: An Interdisciplinary Journal of Philosophy. Vol. 18, 1975, S. 437–462. doi:10.1080/00201747508601777
- Galileo and the Problem of Accidents. In: Journal of the History of Ideas. Vol. 38, Nr. 3, 1977, S. 389–408. doi:10.2307/2708671
- Ideologie, Wissenschaft und eine freie Gesellschaft. In: Hans Peter Duerr (Hrsg.): Versuchungen. Aufsätze zur Philosophie Paul Feyerabends. Band 2. Suhrkamp, Frankfurt 1981, ISBN 3-518-11068-3, S. 95–115.
- Lakatos and the Methodology of Scientific Research Programme. In: Herbert Stachowiak (Hrsg.): Pragmantik. Handbuch pragmatischen Denkens. Bd. V Pragmatische Tendenzen in der Wissenschaftstheorie. Felix Meiner Verlag, Hamburg 1994, ISBN 3-7873-0734-6, S. 103–122.

Belletristik
- Who was that masked woman? St. Martin's Press, New York 1981, ISBN 0-312-87033-7.
- Valley of the Amazons. St. Martin's Press, New York 1984, ISBN 0-312-83608-2.